# Sandra Günther

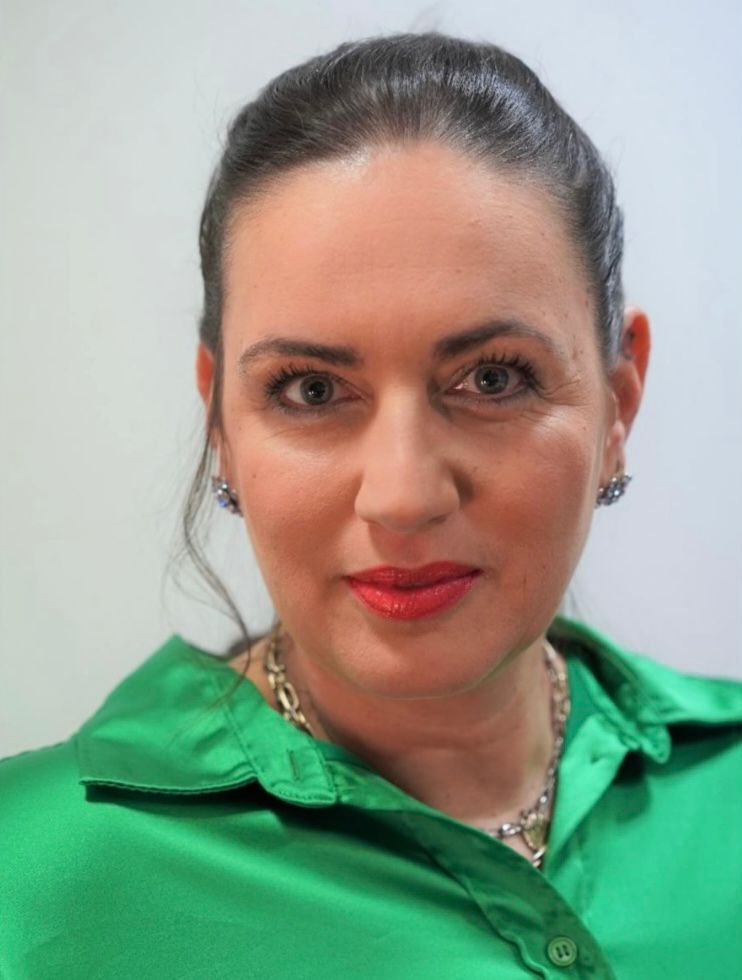
Sandra Günther

Sandra Günther (* 5. Juni 1975 in Dortmund) ist eine deutsche Juristin, Rechtsanwältin und Darstellerin in einer Gerichtsshow. Sie ist zudem Autorin und Podcasterin.

## Leben
Sandra Günther wurde am 5. Juni 1975 in eine deutsch-tunesische Ehe hineingeboren. Nach dem Abitur begann sie 1996 ihr Studium der Rechtswissenschaften an der Ruhr-Universität Bochum, das sie 2004 abschloss. Während ihrer Studienzeit finanzierte sie ihre Ausbildung unter anderem durch journalistische Tätigkeiten bei einem TV-Sender, wodurch sie erste mediale Erfahrungen sammelte. Im Anschluss an ihr Studium absolvierte Sandra Günther ihr Referendariat, unter anderem in der Kanzlei von Reinhard Rauball. Nach dem zweiten juristischen Staatsexamen gründete sie 2007 in Dortmund ihre eigene Anwaltskanzlei. Ihr Tätigkeitsschwerpunkt liegt nach eigener Aussage vor allem im Familienrecht und im Strafrecht. Seit 2009 ist Sandra Günther regelmäßig als Rechtsexpertin in verschiedenen Fernsehformaten präsent – beispielsweise auf Sendern wie RTL, Sat.1, ZDF, WDR, ARD und Gala TV. Neben ihrer medienbezogenen Tätigkeit veröffentlicht sie Fachbücher, darunter *Wenn Liebe toxisch wird* und *Intelligent getrennt*, in denen sie praktische Hinweise für den Umgang mit den emotionalen und rechtlichen Herausforderungen von Trennungs- und Scheidungssituationen gibt. Ergänzend dazu initiierte sie das Coaching-Programm „Intelligent getrennt“, das Betroffenen weiterführende Unterstützung anbietet.

## Bücher
- Mit Ruth Marquardt: Wenn Liebe toxisch wird: Wie du Warnsignale erkennst, dich aus einer toxischen Beziehung befreist und wieder zu dir findest. Goldegg Verlag GmbH, Berlin 2023, ISBN 978-3-99060-325-3
- Intelligent getrennt - So gelingt die gerechte Trennung: ein Ratgeber für Frauen zum Thema Scheidungsrecht Goldegg Verlag GmbH, Berlin 2024, ISBN 978-3-99060-344-4